# Shidian
Shidian léase Shi-Dián (en chino:施甸县, pinyin:Shīdiàn xiàn) es un condado bajo la administración directa de la ciudad-prefectura de Baoshan. Se ubica al este de la provincia de Yunnan, sur de la República Popular China. Su área es de 2884 km² y su población total para 2010 fue +200 mil habitantes.

## Administración
El condado Shidian se divide en 13 pueblos que se administran en 5 poblados y 8 villas. 